# Arboridia jacobii
Arboridia jacobii är en insektsart som först beskrevs av Irena Dworakowska 1972.  Arboridia jacobii ingår i släktet Arboridia och familjen dvärgstritar. Inga underarter finns listade i Catalogue of Life.